# Bagnolo Cremasco
Pour les articles homonymes, voir Bagnolo.
Bagnolo Cremasco est une commune italienne de la province de Crémone, dans la région Lombardie.

## Administration
| Période                                  | Période | Identité | Étiquette | Qualité |
| ---------------------------------------- | ------- | -------- | --------- | ------- |
|                                          |         |          |           |         |
| Les données manquantes sont à compléter. |         |          |           |         |

### Hameaux
Gattolino, Moso

### Communes limitrophes
Abbadia Cerreto, Chieve, Crema, Crespiatica, Palazzo Pignano, Trescore Cremasco, Vaiano Cremasco